# Yamanasaurus lojaensis
Yamanasaurus lojaensis es la única especie conocida del género extinto Yamanasaurus de dinosaurio saurópodo saltasáurido que vivió a finales del período Cretácico hace aproximadamente entre 75 a 70 millones de años, entre las épocas del Campaniense y el Maastrichtiense en lo que es hoy Sudamérica.

## Descubrimiento e investigación
Sus restos provienen de la cuenca Alamor-Lancones, en el sur de Ecuador, siendo el primer dinosaurio no aviano nombrado de este país. Los restos fósiles se encontraron en las rocas de la Formación Río Playas que datan de límite entre el Campaniense y el Maastrichtiense. El hallazgo fue el resultado de una investigación en la que participaron los geólogos lojanos John Soto Luzuriaga, Galo Guamán Jaramillo y José Tamay Granda, docentes del Departamento de Geología y Minas de la Universidad Técnica Particular de Loja (UTPL), y los paleontólogos e investigadores argentinos del CONICET y Fundación Azara, Sebastián Apesteguía y Pablo Ariel Gallina. Los restos incluyen un sacro parcial, una vértebra parcial caudal media y varios huesos asociados de las extremidades encontrados en 2017. El nombre del género Yamanasaurus hace referencia a la localidad de Yamana, en el cantón Paltas, donde se encontraron los huesos, la cual se encuentra al sur de Ecuador, a unos cincuenta kilómetros de la frontera peruana. El nombre específico , Y. lojaensis , compuesto por loja y el sufijo latino -ensis , "que vive en, que habita", se le dio en referencia a la ciudad de Loja, donde se presentó este descubrimiento y donde se llevó a cabo parte de los estudios.
En 2017, Francisco Celi, un octogenario residente en Yamana, quien informó al profesor universitario Galo Guamán y sus estudiantes de geología, entonces en una excursión por la zona. Les muestra la "piedra especial" que ha encontrado. Era una vértebra de este dinosaurio. Galo Guamán, investigador a cargo del estudio, precisa sobre su datación: “La edad de los fósiles se determinó por correlación geológica, gracias a las muestras de rocas que corresponden al período Maastrichtiense, último período del Cretácico, antes de la caída del meteorito que causó la extinción de los dinosaurios.

## Descripción
Yamanasaurus se caracteriza por vértebras anteriores a media caudal con un cóndilo comprimido dorsoventralmente, con la punta posterior elevada con respecto a la línea media, sin cresta ventral longitudinal y estructura interna esponjosa con ausencia de cavidades internas, el último centro sacro tan largo como alto, con una pequeña fosa ciega poco profunda y ovoide en el lado lateral y un radio robusto con diáfisis aplanada y un cuello o cíngulo marcado justo debajo de la epífisis, con una superficie proximal cóncava heptagonal.

## Clasificación
La morfología, el tamaño y la edad sugieren que Yamanasaurus está estrechamente relacionado con Neuquensaurus, siendo por mucho el saltasaurino más septentrional conocido.